# Мацуи, Акихико
Акихико Мацуи — японский разработчик видеоигр и дизайнер сражений, работающий в Square Enix. Он был одним из руководителей разработки Chrono Trigger и работал над боевыми системами нескольких игр серии Final Fantasy.

## Карьера
Закончив работу над Romancing SaGa 2, Мацуи присоединился к разработке Chrono Trigger, которая шла полным ходом. Он отвечал за планирование и передвижения монстров в битвах. С 2000 года Мацуи входил в команду разработки MMORPG Final Fantasy XI, где отвечал за боевую систему. Он стал руководителем разработки в сентябре 2010 года, но два месяца спустя его сменил Мидзуки Ито. Мацуи был переведён в команду Final Fantasy XIV в качестве ведущего дизайнера боевой системы после неудачного запуска игры. Когда продюсер Final Fantasy XI Хиромичи Танака покинул компанию в августе 2012 года, на его место был выбран Мацуи.

## Работа
| Релиз | Название                                               | Платформа                             | Роль                                                      |
| ----- | ------------------------------------------------------ | ------------------------------------- | --------------------------------------------------------- |
| 1991  | Final Fantasy IV                                       | SNES                                  | дизайнер сражений                                         |
| 1992  | Final Fantasy V                                        | SNES                                  | планировщик сражений                                      |
| 1993  | Romancing SaGa 2                                       | SNES                                  | разработчик карт                                          |
| 1995  | Chrono Trigger                                         | SNES                                  | руководитель                                              |
| 1996  | Koi wa Baransu Tatoeba K-kun no Tabou na Ichinichi-hen | Satellaview                           | геймдизайнер                                              |
| 1997  | SaGa Frontier                                          | PlayStation                           | геймдизайнер                                              |
| 1999  | Legend of Mana                                         | PlayStation                           | геймдизайнер, ведущий системный дизайнер                  |
| 2002  | Final Fantasy XI                                       | PlayStation 2, Windows                | геймдизайнер, руководитель (2010), продюсер (2012 — н.в.) |
| 2013  | Final Fantasy XIV: A Realm Reborn                      | Windows, PlayStation 3, PlayStation 4 | ведущий дизайнер сражений                                 |